# Santa-María-Klasse
Die Santa-María-Klasse (auch als F80-Klasse bezeichnet), ist eine Klasse von sechs Mehrzweckfregatten der spanischen Marine. Die Schiffe basieren auf den amerikanischen Oliver-Hazard-Perry-Klasse. Alle sechs Schiffe wurden bei Bazan (heute Navantia) im Nordwesten Spaniens gebaut.

## Geschichte
Die Schiffe wurden im Anschluss an die Fregatten der Baleares-Klasse gebaut, die ebenfalls auf einer Klasse der USN, der Knox-Klasse, basierte. Sie gehören zur 41. Geleitflottille, zu der unter anderem auch der Träger Príncipe de Asturias gehörte. 2002 wurde diese auch als Task Group Alpha bezeichnete Einheit aufgelöst, die Schiffe unterstehen seither direkt dem Flottenchef.
Seit Anfang der 1990er Jahre bis zum Zulauf der Álvaro-de-Bazán-Klasse im ersten Jahrzehnt des 21. Jahrhunderts bildeten die Schiffe das Rückgrat der spanischen Flotte und waren regelmäßig an USN- oder NATO-Manövern beteiligt. Im Einsatz waren Einheiten der Klasse im Zweiten Golfkrieg, während der Jugoslawienkriege und bei den Antiterror- und Antipirateneinsätzen im Golf von Aden und am Horn von Afrika ab 2001.

## Technik
Die Länge der spanischen Schiffe entspricht der ihrer Schwesterschiffe bei der US-Marine, sie haben jedoch eine leicht größere Breite und dadurch eine vergrößerte Verdrängung. Sie besitzen am Rumpf zur Stabilisierung Finnen. Die Schiffe wurden in zwei Losen gebaut, das zweite Los (Schiffe 5 und 6) erhielten einige Verbesserungen wie eine verbesserte Datenverarbeitungsanlage und teilweise modernere Varianten der Sensoren und Waffen. Hierzu zählen das Nahbereichsverteidigungssystem und zur Frühwarnung kam anstelle des amerikanischen Systems ein spanisches zum Einbau, das auf dem italienischen Nettuno-System basierte.
2003 startet man ein Modernisierungsprogramm, das ab Oktober 2005 umgesetzt wurde. Die Arbeiten starteten mit der Victoria und der Numancia auf Navantias San Fernando-Puerto Real Werft in San Fernando. Hierbei wurden unter anderem die Elektromotoren getauscht, das Schleppsonar entfernt, das Navigations- und das Feuerleitradar ausgetauscht bzw. modernisiert und neue Geräte zur Elektronischen Kampfführung eingerüstet. Die Operationszentrale und die Steuerung des 76-mm-Geschützes wurden ebenfalls auf den neuesten Stand gebracht. Nach dem Umbau des 1. Bauloses wurde 2010 bekannt, dass auf Grund von Budgetproblemen infolge der Finanzkrise die letzten beiden Schiffe vorerst nicht modernisiert werden.

## Einheiten
Alle Schiffe sind auf der andalusischen Marinebasis Rota in der Nähe von Cádiz beheimatet, sie bilden das 41. Geleitgeschwader (41ª Escuadrilla de Escoltas). Die Namensgebung der ersten drei Schiffe sollte analog der Vorgängerschiffe ursprünglich nach spanischen Regionen und Provinzen erfolgen, in diesem Fall León, Murcia und Navarra. Dann wurde der Plan geändert und die Schiffe sollten die gleichen Namen wie die Schiffe von Christoph Kolumbus bei seiner ersten Fahrt nach Amerika tragen, Santa María, Pinta und Niña. Dieses Vorhaben wurde nochmals geändert, so dass sich das folgende gemischte Bild ergibt. Das vierte Schiff trägt den Namen von Königin Sofia. Das zweite Baulos, die letzten beiden Schiffe, sind dann doch wieder nach Regionen benannt.
| Kennung | Name        | Bauwerft      | Kiellegung       | Stapellauf        | in Dienst gestellt | Status |
| ------- | ----------- | ------------- | ---------------- | ----------------- | ------------------ | ------ |
| F81     | Santa María | Bazán, Ferrol | 22. Mai 1982     | 21. November 1984 | 10. Dezember 1986  | Aktiv  |
| F82     | Victoria    | Bazán, Ferrol | 16. August 1983  | 23. Juli 1986     | 29. Oktober 1987   | Aktiv  |
| F83     | Numancia    | Bazán, Ferrol | 8. Januar 1986   | 29. Januar 1987   | 11. August 1988    | Aktiv  |
| F84     | Reina Sofia | Bazán, Ferrol | 12. Oktober 1987 | 19. Juli 1989     | 30. Oktober 1990   | Aktiv  |
| F85     | Navarra     | Bazán, Ferrol | 15. April 1991   | 23. Oktober 1992  | 30. Mai 1994       | Aktiv  |
| F86     | Canarias    | Bazán, Ferrol | 15. April 1992   | 21. Juni 1993     | 14. Dezember 1994  | Aktiv  |